# Nottingham Trophy 2013
Il Nottingham Trophy 2013, noto anche come AEGON Trophy per motivi di sponsorizzazione, è stato un torneo di tennis giocato sull'erba. È stata la 5ª edizione del torneo: quello maschile faceva parte della categoria ATP Challenger Tour nell'ambito dell'ATP Challenger Tour 2013, quello femminile faceva parte della categoria ITF Women's Circuit nell'ambito dell'ITF Women's Circuit 2013. Sia il torneo maschile che quello femminile si sono giocati a Nottingham nel Regno Unito dal 3 al 9 giugno.

## Partecipanti ATP

### Singolare

#### Teste di serie
| Nazionalità | Giocatore         | Ranking* | Teste di serie |
| ----------- | ----------------- | -------- | -------------- |
| Australia   | Marinko Matosevic | 63       | 1              |
| Israele     | Dudi Sela         | 89       | 2              |
| Canada      | Jesse Levine      | 90       | 3              |
| Francia     | Kenny de Schepper | 91       | 4              |
| Stati Uniti | Ryan Harrison     | 92       | 5              |
| Stati Uniti | Rajeev Ram        | 93       | 6              |
| Germania    | Benjamin Becker   | 97       | 7              |
| Canada      | Vasek Pospisil    | 103      | 8              |

* Ranking al 27 maggio 2013.

### Altri partecipanti
I seguenti giocatori hanno ricevuto una wild card per il tabellone principale:
- Alex Bogdanović
- Edward Corrie
- Daniel Evans
- Josh Goodall

I seguenti giocatori sono passati dalle qualificazioni:
- Prakash Amritraj
- Jamie Baker
- Samuel Groth
- Brydan Klein

### Doppio

#### Teste di serie
| Nazionalità | Giocatore          | Nazionalità | Giocatore          | Ranking* | Testa di serie |
| ----------- | ------------------ | ----------- | ------------------ | -------- | -------------- |
| Messico     | Santiago González  | Stati Uniti | Scott Lipsky       | 48       | 1              |
| Stati Uniti | Eric Butorac       | Stati Uniti | Rajeev Ram         | 88       | 2              |
| Regno Unito | Jamie Murray       | Australia   | John Peers         | 133      | 3              |
| Thailandia  | Sanchai Ratiwatana | Thailandia  | Sonchat Ratiwatana | 158      | 4              |

* Ranking al 27 maggio 2013.

### Altri partecipanti
Coppie che hanno ricevuto una wild card:
- Lewis Burton /  Daniel Evans
- David Rice /  Sean Thornley
- Ken Skupski /  Neal Skupski

Coppie che sono passate dalle qualificazioni:
- Benjamin Becker /  Michael Berrer

## Partecipanti WTA

### Teste di serie
| Nazionalità | Giocatore         | Ranking* | Testa di serie |
| ----------- | ----------------- | -------- | -------------- |
| Austria     | Tamira Paszek     | 33       | 1              |
| Slovacchia  | Jana Čepelová     | 69       | 2              |
| Rep. Ceca   | Karolína Plíšková | 73       | 3              |
| Canada      | Eugenie Bouchard  | 77       | 4              |
| Giappone    | Misaki Doi        | 82       | 5              |
| Serbia      | Vesna Dolonc      | 93       | 6              |
| Stati Uniti | Coco Vandeweghe   | 96       | 7              |
| Rep. Ceca   | Kristýna Plíšková | 102      | 8              |

- 1 Rankings al 27 maggio 2013

### Altre partecipanti
Le seguenti giocatrici hanno ricevuto una wild card per il tabellone principale:
- Elena Baltacha
- Anne Keothavong
- Johanna Konta
- Tara Moore

Le seguenti giocatrici sono passate dalle qualificazioni:
- Madison Brengle
- Gabriela Dabrowski
- An-Sophie Mestach
- Melanie South

## Campioni

### Singolare maschile
- Matthew Ebden ha battuto in finale  Benjamin Becker, 7–5, 4–6, 7–5

### Singolare femminile
- Petra Martić ha battuto in finale  Karolína Plíšková, 6–3, 6–3

### Doppio maschile
- Jamie Murray /  John Peers hanno battuto in finale  Ken Skupski /  Neal Skupski, 6–2, 6(3)–7, [10–6]

### Doppio femminile
- Maria Sanchez /  Nicola Slater hanno battuto in finale  Gabriela Dabrowski /  Sharon Fichman, 4–6, 6–3, [10–8]